# Leonel Campos
Leonel Enrique Campos Linares, (nacido en Valera, Estado Trujillo, Venezuela, el 17 de julio de 1987). Es un lanzador de béisbol profesional, que juega para los  Azulejos de Toronto de las Grandes Ligas (MLB) y en la Liga Venezolana de Béisbol Profesional (LVBP) perteneció a los Águilas del Zulia.

## Carrera como beisbolista

### Ligas menores
Campos comenzó su carrera en el béisbol profesional como miembro de la Águilas del Zulia de la Liga Venezolana de Béisbol Profesional 2010-11. En 4 inning y 2/3 entradas lanzadas, Campos a producido una efectividad de 7.71 y cinco ponches. En 2011, firmó con la organización Padres de san Diego y fue asignado a la Clase A temporada corta con  Eugene Emeralds de la Northwest League. Campos hizo una sola aparición con el equipo en 2011, la entrega de cuatro carreras limpias en dos entradas. Más tarde se determinó que Campos requiere una cirugía y posteriormente se perdió toda la temporada 2012 en recuperación. Fue asignado a la Clase A (Media) con Fort Wayne TinCaps de la Midwest League, para abrir la temporada 2013, y más tarde obtuvo un ascenso a la Doble A con San Antonio Missions de la Texas League. Campos lanzó un total de 67 entradas para obtener un registro de victorias 3 y derrotas 1,  ERA 1.61 y 106 ponches.
Campos comenzó la temporada 2014 en Triple A con  el equipo El Paso Chihuahuas de la Pacific Coast League. pero fue enviado de vuelta a Doble-A en mayo.
Se quedó con las San Antonio Missions hasta el final de la temporada de la liga menor, y terminó el año con un récord de 2-7, 6.37 de efectividad y 108 ponches en 82 entradas en total.

## San Diego Padres
Tras la finalización de la temporada de la liga menor, Campos fue llamado por los Padres de san Diego, el 1 de septiembre de 2014. Hizo su debut en Grandes Ligas el 3 de septiembre de 2016 convirtiéndose en El Venezolano N° 319 en la MLB, e hizo 6 apariciones totales para los Padres en septiembre, permitiendo 4 carreras limpias en 7 entradas. Campos pasó la mayor parte de la temporada de 2015, en la Triple A con el equipo El Paso Chihuahuas, por lo que sólo tuvo una aparición con los Padres. Con los El Paso Chihuahuas, Campos lanzó a un récord de 2 ganados y 0 perdidos, 2.90 de efectividad y 68 ponches en 49 inning y 2/3 de entradas. En su aparición un alivio para los Padres, Campos permitió una carrera limpia en una entrada.
Campos abrió la temporada 2016 con el equipo El Paso Chihuahuas, y fue llamado por los Padres de san Diego en septiembre. Se registró un récord de 2 ganados 1 perdido, 4.32 de efectividad y 62 ponches en 50 entradas con El Paso Chihuahuas y un registro de 1 ganado y 0 perdidos, con 5.73 de efectividad y 24 ponches en 22 entradas con los Padres.

## Toronto Blue Jays
El 18 de noviembre de 2016, Campos fue reclamado en waivers por los Azulejos de Toronto. Campos a Lo asignaron el 23 de enero de 2017 para jugar en la Triple A con  Buffalo Bisons de la International League el 27 de enero.

## Selección de béisbol de Venezuela
El 30 de enero de 2017, Leonel Campos fue asignado a Jugar con la Selección de béisbol de Venezuela.
30 de enero de, 2017	RHP Leonel Campos asignado a Venezuela.